# 選挙開票特別番組 票決!ライブ
選挙開票特別番組 票決!ライブ（せんきょかいひょうとくべつばんぐみ ひょうけつライブ）は、1998年の第18回参議院議員通常選挙から放送された、TBS（JNN）系列の選挙特別番組。2004年の第20回参議院議員通常選挙まで5回行われた国政選挙の開票特別番組に、共通して『票決!ライブ』のタイトルが名づけられた。

## 概要
1995年7月23日放送の『選挙スタジアム'95』の際に考案された擬似「レターボックス」型のワイド画面を引き続き採用。画面下部には各政党の獲得議席数を、画面上部にはニュース速報や各政党の幹部たちのコメントをそれぞれ表示している。2005年以降もこれらに加えて視聴者からのメール（要約）やTwitterへのつぶやきなどを取り入れ、さまざまな情報が画面上部に流されている。
1990年代前・中期には当時18:00から放送していた『JNN報道特集』からそのまま選挙特番に突入していたが、『票決!ライブ'98』以降は、投票締切時間が原則20:00までに延長されたため、放送開始も20:00前後となり、以降『報道特集』と選挙特番の間に『さんまのSUPERからくりTV』やスポーツ中継など、選挙とは無関係の番組を挟んだ。
他局の開票特番では夕方のニュースに見られるワイドショーのような演出が多い中で、民放では唯一選挙特番らしい番組といえる。一方で、1995年7月23日のほか2000年6月25日、2004年7月11日においてはスポーツ中継と同時に放送した事もある。
もっとも、このオーソドックスな番組作りが、ビデオリサーチ社による関東地区の視聴率調査では必ずしも高視聴率に結びつかないのも現実で、少なくともNHKやテレビ朝日系列（『選挙ステーション』）にはおおむね後塵を拝することが多かった。

## 出演者
基本的には『筑紫哲也 NEWS23』『JNN報道特集』『JNNニュースの森』のキャスター陣が結集して、アンカーパーソンにアシスタント、速報担当キャスターなどそれぞれのポジションで番組を進行する。
- 主なキャスター：筑紫哲也・田丸美寿々・松原耕二（1998年 - 2001年）・杉尾秀哉（2003年・2004年）・草野満代・佐古忠彦

## 1998年7月12日放送
- 新聞発表上のタイトル：参院選開票特別番組「票決!ライブ'98」
- 対象の国政選挙：第18回参議院議員通常選挙
- 放送時間：20:00 - 翌0:00（第1・2部）／翌0:20 - 3:00（第3・4部）
- 主な司会者：筑紫哲也・田丸美寿々・松原耕二・草野満代・佐古忠彦
- 解説・分析：小林良彰（慶応義塾大学教授）
- 中継担当：池田裕行(自民党本部)、門脇利枝(民主党本部)、岡田泰典(公明開票センター)、長峰由紀(社民党本部)、佐古忠彦(共産党本部)、小笠原保子(自由党本部)、岩井健浩(さきがけ本部)

- 特記事項
  - 1998年4月にニュース専門チャンネル・JNNニュースバード（現在のTBSニュースバード）が放送を開始しているが、当日と2000年6月25日での放送態勢は不明。

## 2000年6月25日放送
- 新聞発表上のタイトル：衆院選開票特別番組「票決!ライブ2000」
- 対象の国政選挙：第42回衆議院議員総選挙
- 放送時間：21:04 - 翌0:10（第1・2部）／翌0:30 - 3:30（第3・4部）
- 主な司会者：筑紫哲也・田丸美寿々・松原耕二・草野満代・佐古忠彦・進藤晶子
- 解説・分析：小林良彰（慶応義塾大学教授）
- 中継担当：池田裕行(自民党本部)、小笠原保子(民主党開票センター)、岡田泰典(公明党本部)、長峰由紀(共産党本部)
- 特記事項
  - 『票決!ライブ2000』の前、19:00からはシドニーオリンピック女子バレーボール世界最終予選の最終戦「日本×韓国」の模様を放送した。19:59ごろからバレーボール中継を中断して、この衆議院選挙の速報を放送。以後、画面上部にはニュース速報や各政党の幹部たちのコメントを、下部には各政党の獲得議席数を表示しつつ、擬似「レターボックス」型のワイド画面で、試合の模様を引き続き放送。なお、試合は日本がセットカウント1 - 3で韓国に敗れ、予選敗退。よってオリンピックへの連続出場が断たれ、日本のバレーボール界にとっては歴史的であり、かつこれまでにない屈辱を味わった日でもあった。

## 2001年7月29日放送
- 新聞発表上のタイトル：参院選開票特別番組「票決!ライブ2001」
- 対象の国政選挙：第19回参議院議員通常選挙
- 放送時間：19:59 - 翌0:10／翌0:30 - 5:00
- 主な司会者：筑紫哲也・田丸美寿々・松原耕二・草野満代・佐古忠彦・小倉弘子・升田尚宏・小川　潤(TBS政治部)
- コメンテーター：岸井成格（毎日新聞）・嶌信彦
- 中継担当：岩城浩幸(自民党本部)、池田裕行(民主党本部)、長峰由紀(公明開票センター)、岩井健浩(共産党本部)、長岡杏子(保守党開票センター)、河本知之(首相官邸)
- 特記事項
  - 2000年12月に開局したBS-i（現在のBS-TBS）では、この『票決!ライブ2001』のサイマル放送が行われた。この際マルチ編成を実施し、191ch（S1）で通常番組を放送する一方、192ch（S2）で地上波の『票決!ライブ2001』を、193ch（S3）ではJNNニュースバードの選挙特番を流していた。

## 2003年11月9日放送
- 新聞発表上のタイトル：衆議院選開票特別番組「票決!ライブ2003」
- 対象の国政選挙：第43回衆議院議員総選挙
- 放送時間：19:59 - 翌0:00／翌0:15 - 3:30
- 主な司会者：筑紫哲也・田丸美寿々・杉尾秀哉・草野満代・佐古忠彦
- 特記事項
  - BS-iではJNNニュースバードの選挙特番のサイマル放送のみだった。

## 2004年7月11日放送
- 新聞発表上のタイトル：参議院選開票特別番組「票決!ライブ2004」
- 対象の国政選挙：第20回参議院議員通常選挙
- 放送時間：20:54予定（実際は21:14ごろから?） - 翌0:10／翌0:30 - 2:30
- 主な司会者：筑紫哲也・田丸美寿々・安住紳一郎・杉尾秀哉・草野満代・佐古忠彦
- 特記事項
  - 『票決!ライブ2004』の前、18:00からは長野オリンピックスタジアムで開催された『2004サンヨーオールスターゲーム第2戦』を生中継。20:00から10分程度、野球中継を中断してこの参議院選挙の速報を放送。以後、画面上部にはニュース速報や各政党の幹部たちのコメントを、下部には各政党の獲得議席数を表示しつつ、擬似「レターボックス」型のワイド画面で、試合の模様を引き続き放送。なお、試合は当時北海道日本ハムファイターズ所属だった新庄剛志（SHINJO）がホームスチールを決めるなどの大活躍ぶりもあって、全パ・リーグが2 - 1で勝利。試合時間は2時間32分だった。
  - BS-iでも『2004サンヨーオールスターゲーム第2戦』と『票決!ライブ2004』を放送したが、22:00で飛び降りており、後者については「クッション番組」のような扱いでもあった。
  - 『票決!ライブ2004』の後の翌2:30からは、TBSと一部の系列局ではJNNニュースバード（当時）の選挙特番『すべて見せます!最終議席まで』をサイマル放送した。以後、JNN系列では夜中まで地上波仕様の選挙特番を放送した後、ニュースバードの選挙特番でつないで朝の情報番組に「バトン」を渡す、という放送リレー形態が維持されている。

## ネット局の対応
- 毎日放送（MBS）
  - 首相のインタビューなどをTBSからネットするほかは、ローカル特番を編成している。特に2000年代は平日の帯番組『ちちんぷいぷい』と『VOICE』との合同特別企画として、選挙特番『角の選挙☆印』と題して全国版の番組内容の大半を差し替えていた（参照はこちら）。

## 参考資料
- 毎日新聞縮刷版
- 朝日新聞縮刷版